# Piramide (métro de Rome)
Piramide est une station de la ligne B du métro de Rome  qui tient son nom de sa proximité avec la pyramide de Cestius.

## Situation sur le réseau
Établie en surface, la station Piramide est située sur la ligne B du métro de Rome, entre les stations Circo Massimo, en direction de Rebibbia (B) ou Jonio (B1), et Garbatella, en direction de Laurentina.

## Histoire
Piramide est l'une des plus anciennes stations du métro de Rome et d'Italie, ayant été inaugurée le 10 février 1955. Elle tient son nom de sa localisation à proximité de la pyramide de Cestius, datant de la Rome antique.

## À proximité
La station Piramide est située dans un point névralgique de Rome, à l'intersection des quartiers Ripa, San Saba, Testaccio et Ostiense et en proximité de nombreux et importants axes de circulation (Via Ostiense, Via Marmorata, Viale Marco Polo). L'un des accès aux quais sort sur le Piazzale Ostiense où se trouve la station du train Roma-Lido desservant la ville d'Ostie ; l'autre mène par un passage au Piazzale dei Partigiani où se trouve la gare de Rome-Ostiense, desservie notamment par les trains régionaux FR1 pour l'aéroport de Fiumicino, FR3 pour Viterbe et FR5 pour Civitavecchia.
Piramide permet d'atteindre également : la pyramide de Cestius – dont elle tient son nom –, la porta San Paolo en ce qui concerne les sites antiques. L'église Santa Maria Liberatrice, l'église Santa Sabina, la basilique San Saba, l'église Santa Balbina all'Aventino pour ce qui concerne les sites chrétiens. Mais aussi le cimetière acatholique de Rome, le musée de la Via Ostiense abrité dans la porta San Paolo, le musée d'art contemporain de Rome (annexe de Testaccio), le pont de l'Industrie et le Monte Testaccio.